# Mandat visé
En droit pénal canadien, un mandat visé est un mandat d'arrestation où un juge a apposé au verso une autorisation de mettre la personne en liberté à la suite de l'exécution du mandat. Le visa autorise la remise en liberté par l'agent avec des conditions.

## Dispositions pertinentes
Les articles 499 C.cr. et 507 (6) C.cr. décrivent le mandat visé : 

« 499 Tout agent de la paix peut, lorsqu’une personne a été mise sous garde après avoir été arrêtée par un agent de la paix pour une infraction autre qu’une infraction mentionnée à l’article 469 aux termes d’un mandat visé par un juge de paix conformément au paragraphe 507(6), mettre cette personne en liberté si, selon le cas :
a) il lui délivre une citation à comparaître;
b) elle lui remet une promesse »

« 507 (6) Le juge de paix qui décerne un mandat en vertu du présent article ou des articles 508, 512, 512.1 ou 512.2 peut, sauf si l’infraction est mentionnée à l’article 469, autoriser la mise en liberté du prévenu en vertu de l’article 499 en inscrivant sur le mandat un visa selon la formule 29. »

## Contenu
Le contenu du visa du mandat est à la formule 29 du Code criminel : 

« Visa du mandat
Canada,
Province de ___________
(circonscription territoriale).
Attendu que le présent mandat est décerné en vertu des articles 507, 508 ou 512 du Code criminel, relativement à une infraction autre que celles visées à l’article 522, j’autorise par les présentes la mise en liberté du prévenu en application de l’article 499 de cette loi.
Fait le __________ jour de _______ en l’an de grâce _______, à ______ »

## Application par l'agent de la paix
Contrairement à une idée généralement répandue, le mandat visé lui-même ne crée pas une obligation de remise en liberté, il donne seulement un pouvoir discrétionnaire à l'agent de remettre en liberté un prévenu, en raison de l'utilisation du verbe « peut » (plutôt que le verbe « doit ») dans la disposition de l'art. 499 C.cr..
Par contre, selon l'arrêt R. c. Brooks, l'agent doit s'interroger sur la nécessité de la remise en liberté. Et il doit se soumettre à la pratique générale de  remise en liberté lorsque cela est objectivement approprié. Sinon, il abdique sa responsabilité légale en vertu de la Charte canadienne des droits et libertés.
Il ne va pas y avoir de remise en liberté pour les crimes de l'art. 469 C.cr. car ce sont les crimes les plus graves du Code criminel. À cet effet, on peut noter que la liste de l'article 469 C.cr. inclut la complicité après le fait pour meurtre et le complot pour meurtre, mais exclut la tentative de meurtre, donc il est en théorie possible d'être remis en liberté par le policier sur un mandat visé pour une tentative de meurtre.
Le policier peut imposer les conditions de l'art. 501 (3) C.cr. lorsqu'elles sont pertinentes. Il ne peut pas imposer des conditions hors de la liste (par ex. suivre une thérapie) car la liste est exhaustive. Il ne peut pas imposer la condition de l'art. 501 (3) j) s'il ne s'agit pas de quelqu'un qui réside à plus de 200 km du lieu où il est sous garde.